# 三体II 黒暗森林
『三体II 黒暗森林』（さんたい に こくあんしんりん、簡体字中国語: 三体II：黑暗森林）は、劉慈欣による小説である。中国のSF、地球往事三部作の第二弾であり、2008年5月に重慶出版社より出版された。プロローグと3つの章（面壁者・呪文・黒暗森林）より構成される。
2020年には早川書房より日本語版が出版された。

## あらすじ
地球三体組織（Earth Three-body Organization, ETO）の精神的首領である葉文潔は、ETO成員として逮捕される前に、娘の高校時代の同窓だった羅輯と会った。そして葉文潔は羅輯に宇宙社会学————つまりもし宇宙に数知れない文明があるとしたら、その文明たちにどんな社会が成立つか——を研究しないかと勧めた。その後、彼女は羅輯に宇宙社会学の二つの公理を授けた。
1. 文明は生き残ることを最優先とする。
2. 文明は成長し拡大するが、宇宙の総質量は一定である。

この二つの公理に加えて、彼女は羅輯に二つの言葉: 猜疑連鎖と技術爆発をヒントとして与えた。この会話を「目撃」したのは、その場にいる蟻と、どこかに潜んでいる「智子」（三体文明が造った、スーパーコンピュータを内包する一個の陽子）だけだった。この会話の後、羅輯はETOの残党に命を狙われることになったが、運よく暗殺を免れた。
ETO鎮圧で三体文明の侵略計画を明らかにした地球人類社会は、危機紀元に入った（危機元年＝西暦201X年）。人工冬眠などの技術が開発されるものの、智子による妨害により、素粒子物理学などの基礎科学のさらなる発展は最早不可能となった。民衆の懐疑論と敗北主義を危惧した各国政府は、来るべき三体人の侵略に備えて、準備を始めた。国連は、惑星防御理事会（英語：Planetary Defense Council, PDC）を創立し、各大国も宇宙艦隊の建造と宇宙軍兵士の養成に着手した。しかし、三体文明は智子を使うことで、地球人の様々なコミュニケーションや文書を盗聴・閲覧でき、地球人の戦略は三体人にとって開かれた箱のようなものであった。
各国政府は時間をかけて、以下の事実を究明した。
長い間進化してきた三体星系の生物は、地球生命体がコミュニケーションを行うための器官に相当するものを持たず、代わりに脳が思考する際の脳波をそのまま可視光線を含む電磁波に変えて放出する機能を有する。彼らの思考は常に周りに晒されて、意思伝達も即座に行える。それゆえ、彼らにとって、「思う」と「言う」とは同義語であり、陰謀や詐欺などの単語は存在しない。
この知識を手に入れたPDCは、地球人と三体人の思考方式の違いを利用する面壁計画を考案した。まず、世界各地から数人の適切な人物を選抜して面壁者とし、彼らに、一人で三体人の侵略に対抗する計略を練る責務を負わせる。地球上は、くまなく三体文明の智子の監視下に置かれているものの、人間の思考はその埒外であった。地球人は科学技術面で劣るものの、計略をうまく巡らせれば三体人を罠に陥れ、戦争に勝利できるかもしれない。面壁計画の下で、面壁者は強大な権限を持ち、戦争資源の一部を調達する権限も与えられた。ただし彼らは自分の行動の本意を誰にも分からないように紛らさなければならない。
羅輯は自分が四人の面壁者の一人に選ばれたことを知らされた。世間に無頓着で、女と戯れることが好きな羅輯は、自分に与えられたそんな使命に何の共感も抱けず、その指名を辞退しようとした。だが、「その辞退も面壁者としての策略なのではないか」と疑われる始末だった。面壁者の地位を辞退することもできない羅輯は、自分が新たに得た権限を最大限に利用すると決意した。彼はPDCに、自分の嫁探しの手伝いを要求した。史警官の助力で彼は自分の夢の恋人を探し出し、とある世間離れた所で厳しい警備に護られながら妻とのんびりとした生活を送った。
三体文明は面壁計画に対抗すべく、人類の協力者であるETOの残党に助けを求めた。ETOの残党は面壁者たちに対抗すべく破壁人を選び、彼らに「面壁者の計略を看破し、彼らの策を無効化せよ」との指示を出した。羅輯以外の面壁者3人にはそれぞれ破壁人が充てられたが、羅輯だけは「彼は自分自身の壁を破って主と直接対決する」とし、破壁人を充てられなかった。
面壁者の一人目・元アメリカ合衆国国防長官テイラーは僅かな期間で破壁人に看破された。彼はスーパー水爆と自動操作可能な宇宙戦闘機・蚊群編隊を三体人と決戦する際の武器として準備していた。だが、彼の真の計画は、決戦時に蚊群編隊で地球軍を壊滅させ、長い航海を経た三体人が喜ぶであろう大量の水（何度も戦艦内で「脱水」と「再水化」を繰り返した三体人にとって、新鮮な水は当然好まれるはずである）を手土産に、三体艦隊に降伏するふりをして接近し、ゼロ距離でスーパー水爆で攻撃するというものであった。全世界にその計画を暴かれ、絶望した彼は面壁者羅輯の隠居所を訪れた後、自殺した。
面壁者の二人目・マニュエル・レイ=ディアスは、ウゴ・チャベスを彷彿させるとある南米国家の元大統領である。彼はどんな国家でも簡単に入手できる技術を巧みに武器生産に活用し、ゲリラ戦で米軍の侵略を見事に挫いた実績を持つ。
面壁者の三人目・ビル・ハインズは英国の科学者・政治家である。彼は妻・山杉恵子との共同脳科学研究で画期的な研究成果を出し、その功績によりノーベル物理学賞とノーベル生理学・医学賞にノミネートされた。
この面壁者二人の計画は、当時の人類のテクノロジーでは実現不可能であった（核融合と高性能計算機が十分なレベルに達していなかった）ので、彼らは自分たちの計画に技術が追いつくまで人工冬眠をすると決めた。
羅輯は楽園で隠遁生活を5年続けた後、遂にPDCに面壁者としての仕事を強要された。彼の嫁と娘はPDCの決議で人工冬眠させられ、彼に「世界の終りで貴方を待つ」と書かれた手紙を残した。その頃、宇宙塵を通過した三体艦隊の航跡がハッブル望遠鏡IIによって初めて観測され、三体艦隊は実際には地球に向かっていないのではないか、という懐疑論は終止符を打たれた。
羅輯は自分が面壁者に選ばれた訳を改めて考えていた。数ヶ月瞑想したあと、羅輯はある夜遂に、葉文潔との会話から、宇宙の文明に関わる暗い法則を発見した。自分の仮説を立証するために、羅輯は「呪文」、すなわち、「187J3X1という遠い星系の位置情報を、太陽の増幅反射機能を使って宇宙へ送信する」案をPDCに提出した。「呪文」が発信されてから間もなく、羅輯はETOが三体人の援助を受けて開発したDNA誘導式生物兵器（一般の人は軽いインフルエンザのような症状を発症して蔓延するだけだが、特定の人のDNAを検出すると致死性に変わるウイルス）に感染し、治療の手段が整うまで人工冬眠を余儀なくされた。羅輯は、「呪文」が効かないうちは自分を起こさないで欲しいと要求した。
羅輯が冬眠してから4年が経ち、時は危機紀元12年。また別の宇宙塵を通過した際の1000隻の三体艦隊の航跡に加え、10個の加速する探知機が発射された航跡も発見された。太陽系と三体星系との距離は4光年であるため、探知機が発射されたのは4年前であり、逆算すると正に羅輯が「呪文」の発信計画をPDCに提出した日であった。
レイ=ディアスとハインズの計画に必要な技術は、彼らの冬眠からわずか8年後である危機紀元20年に実現され、同時に人工冬眠から起こされた。しかしレイ=ディアスは冬眠から起こされてから間もなくETOの破壁人に看破された。彼の真の目的は、水星に水素爆弾を設置して爆発させることにより、水星の公転を停止させ太陽に墜とし、その反動で生じる膨大なガスで金星の公転に抵抗を生じさせて太陽に墜とし、その連鎖で惑星を順次破壊し、最終的に太陽系を壊滅させるとして、三体文明を脅迫するというものだった。計画を暴かれた後、レイ=ディアスは何とか祖国に戻ったが、怒り狂った自国国民に撲殺されてしまった。
一方、ハインズは精神印章と呼ばれる機械を発明した。精神印章とは、物理的にニューロンに影響を与える洗脳装置のようなものであり、たとえば「人類は必ず戦争に勝利する」という命題を精神印章によって脳裏に押印された人間は、いかなる不利な状況に置かれてもその考えが揺らぐことはない。宇宙軍人であり、なおかつ自身が希望した場合のみに限り、精神印章を受けられることがPDCにより採決された。精神印章を受けた人々は刻印族と呼ばれた。しかし、実はハインズ自身が敗北主義者であり、彼は密かに精神印章の「人類は必ず戦争に勝利する」という命題を、「人類は必ず戦争に敗北する」と書き換えていた。
危機紀元205年に人工冬眠から起こされた羅輯が見た世界は一変していた。人類社会は、半世紀にも続いた、世界人口の2/3を失った大不況（通称「大峡谷」）を乗り越えていた。同時に、科学技術も順調に発展し、核融合炉などのテクノロジーの進歩も遂げられていた。ほぼ無限のエネルギー・食糧供給を得た人類は再軍備を始め、「三大艦隊」（亜細亜艦隊・北米艦隊・欧州艦隊）と呼ばれる宇宙空間上にある独立国家が誕生した。人類社会は危機の終焉と、三体文明に対する人類の優勢を確信していた。これにより、面壁計画は中止され、羅輯とハインズは面壁者としての権限も剥奪された。
未来への増援として危機紀元初年に人工冬眠に入っていた宇宙軍将校・章 北海は、亜細亜艦隊にて、自然選択という名の巡洋艦の執行艦長に指名された。艦隊上層部は、どこに潜んでいるともわからない敗北主義である刻印族が、宇宙戦艦をハイジャックし、宇宙へ逃亡することを恐れて、章北海のような精神印章が発明される前に冬眠した将校を艦長に起用した。
太陽系に来たる三体艦隊の最初の探知機との接触に備え、「三大艦隊」は2000隻の戦艦を木星基地に集結させた。危機紀元前生まれの物理学者・丁儀は二人の艦隊事務官と共に、雫の形をした三体艦隊の探知機（以下「水滴」）を間近で観察し、その探知機の表面が完璧に滑らかであり、それが強い相互作用によるものであると考察した。直後、「水滴」が動き出す際に発した高エネルギーで丁儀らを消滅させ、つづけて整列した人類の艦船を一隻一隻、猛スピードの体当たりによって破壊した。20分も経たずに、三大艦隊の2000隻の戦艦は、逃走に成功した数隻を除いて全滅した。逃走した戦艦の中に、自然選択も含まれていた。
艦隊の惨敗を目の当たりにした人類社会は取り乱し、崩壊が始まった。だが、さらに恐ろしいことに、逃走に成功した戦艦同士で、内ゲバが行われた。各艦は限られた核燃料とスペア部品しか持っておらず、程なく立ち行かなくなると危惧する中で、ある戦艦が他艦の燃料と部品を奪う暴挙にでて全滅させてしまったのである。
その一年後、187J3X1星系が破壊されたことが観測されると、羅輯は再び面壁者としての権限を得た。「呪文」と戦艦同士での内ゲバは羅輯の仮説を立証した。
この仮説は、以下の二つの定理が前提となる。
- 猜疑連鎖：宇宙の文明と文明は、文化的な違いと非常に遠い距離に隔てられているために、お互いに理解することも信頼することも不可能である。国際関係論でいう「安全保障のジレンマ」と似た概念であるが、地球上の国同士と違い、宇宙の文明間だとコミュニケーションに制約があり、互いに猜疑心が深まる一方となる。
- 技術爆発：宇宙の時間的スケールから見れば、たとえ文明が発展段階にある惑星であっても、突然、技術革新が起こり、他文明の脅威になる可能性がある。

以上二つの定理により導き出される結論は、もし宇宙の中に他の文明を見つけたら、生存のための最善策とは直ちに相手を消滅させることだ、ということである。見つけた相手の文明が善意を持っているのか、悪意を持っているのか分からず、また、文明が発展段階であったとしても、急激な技術革新を起こし、脅威になる可能性があるからである。そのような状況下では、他の文明に見つからないよう隠れることが重要である。自分の存在を曝すと、即座に他の文明から攻撃される恐れがあるからである。例えるならば、宇宙は暗黒の森であり、あらゆる文明は猟銃を携えた狩人で、幽霊のようにひっそりと森の中に隠れている。もしほかの生命を発見したら、それが獲物であろうと、別の狩人であろうと、出来ることは直ちに銃の引鉄を引いて、相手を消滅させるのみである。
「水滴」は地球に接近し、「呪文」をこれ以上送信できないよう、ジャミングにより太陽の増幅反射機能を封印した。
羅輯は水素爆弾を海王星で爆破させ、油膜を宇宙に広げることで三体艦隊の航跡を突き止める準備作業に従事した。しかし、彼の真の計画は、三体人に気づかれないうちに、水素爆弾の同時爆破によって、三体星系の座標を符号化した情報を宇宙に発信することであった。
その後、彼は葉文潔の墓の前で、智子を介して三体文明と対決した。自分に銃を突きつけ、自分が死ねば三体星系の座標が宇宙に発信されると威嚇した。結果的に、三体艦隊がオールトの雲を侵犯しないと取り決め、三体文明に地球侵攻を中止させることに成功した。「水滴」も太陽系から離れ、三体艦隊も方向転換を余儀なくされた。危機紀元は終わり、羅輯の妻と子供も冬眠から起こされ、再び彼と共に暮らしはじめた。